# La Supplication (film)
Cet article concerne le film. Pour le livre dont il est adapté, voir La Supplication.
Pour plus de détails, voir Fiche technique et Distribution.
La Supplication (Voices from Chernobyl) est un film luxembourgeois réalisé par Pol Cruchten, sorti en France le 23 novembre 2016. C'est l'adaptation du livre de Svetlana Aleksievitch, La Supplication qui reprend des témoignages de survivants et de témoins de la catastrophe nucléaire de Tchernobyl.

## Synopsis
Le film fait entendre des textes de témoins de la catastrophe (veuve d'un liquidateur, habitants de la ville de Tchernobyl, ingénieur…) en voix off. Il montre aussi des acteurs qui incarnent ces témoins mais dont on n'entend jamais la voix en son direct (tout le film est donc en voix off).

## Fiche technique
- Réalisation : Pol Cruchten
- Scénario : Pol Cruchten d'après le livre La Supplication de Svetlana Aleksievitch
- Direction artistique : Ivan Levchenko
- Photographie : Jerzy Palacz
- Son : Sergiy Stepanskyy, Oleg Golovoshkin, Ingo Dumlich
- Montage : Dominique Galliéni
- Musique : André Mergenthaler, Luma Luma Earthsounds
- Production : Jeanne Geiben (Red Lion), Gabriele Kranzelbinder (KGP)
- Société(s) de production : Red Lion
- Distribution : La Huit
- Pays de production :  Luxembourg
- Langue originale : français
- Lieux de tournage : Tchernobyl, Ukraine
- Format : couleur
- Genre : fiction documentaire
- Durée : 82 minutes

## Distribution

### Acteurs qui apparaissent à l'écran
- Dinara Droukarova : Valentina Timofeïevna (même actrice pour la voix)
- Igor Bershadskiy : premier mineur de fond
- Mariya Bondarenko : femme à l'arrêt de bus
- Andriy Chauk : troisième homme âgé
- Nina Galena : femme âgée avec un chat
- Valeriy Gneushev : premier homme âgé
- Evgeniy Gudgartz : deuxième mineur de fond
- Galina Korneeva : femme âgée au miroir
- Natalia Kovalchuk : femme enceinte
- Anatoliy Kyslov deuxième homme âgé
- Vadym Lavrenuk : soldat
- Ivan Levchenko : pompier
- Vitaly Matvienko : le mari de Valentina
- Raisa Popenko : première femme âgée
- Volodymyr Shpudeiko : le directeur
- Alla Sokolova : troisième femme âgée
- Arseniy Svyadosh : troisième mineur de fond
- Ganna Svystun : deuxième femme âgée
- Iryna Voloshyna : une femme

### Voix
- Dinara Droukarova : Valentina Timofeïevna
- Jean-Philippe Bêche : journaliste
- Éric Caravaca : opérateur
- Marc Citti : physicien
- Laurence Côte : médecin
- Anaïs de Courson : une femme
- Brigitte Faure : professeur
- Léo Grandperret : soldat
- Yves Pignot : portier
- Benjamin Rataud : historien
- Camille de Sablet : Tania
- Robinson Stévenin : un enfant
- Salomé Stévenin : une enfant
- Dominique Vieillard : l'ingénieur

## Accueil

### Distinctions
- Festival international du film d'environnement de Paris 2016 : grand prix[1]
- Festival du cinéma de l'environnement (FICA - Brésil) : prix de la critique[2]
- Festival international du film de Saint-Paul, Minneapolis : grand prix du documentaire